# کارپ (نوادا)
کارپ (به انگلیسی: Carp) یک منطقهٔ مسکونی در ایالات متحده آمریکا است که در شهرستان لینکلن، نوادا واقع شده‌است. کارپ ۷۸۶٫۳۹ متر بالاتر از سطح دریا واقع شده‌است.